# İstanbul Büyükşehir Belediyesi Spor Kulübü 2020-2021 (pallavolo maschile)
Questa voce raccoglie le informazioni riguardanti l'İstanbul Büyükşehir Belediyesi Spor Kulübü nelle competizioni ufficiali della stagione 2020-2021.

## Organigramma societario
Area direttiva
- Presidente: Fatih Keleş

Area tecnica
- Allenatore: Hasan Körfez
- Allenatore in seconda: Mert Karatop
- Scoutman: Fırat Balçık

## Rosa
| N° | Nome                | Ruolo | Data di nascita  | Nazionalità sportiva |
| -- | ------------------- | ----- | ---------------- | -------------------- |
| 1  | Ahmet Şahin         | S     | 1º giugno 1998   | Turchia              |
| 2  | Gökhan Çatal        | P     | 14 febbraio 1990 | Turchia              |
| 3  | Şükrü Aksoy         | P     | 3 febbraio 2001  | Turchia              |
| 4  | Abdulsamet Yalçın   | S     | 25 gennaio 2000  | Turchia              |
| 5  | Beytullah Hatipoğlu | L     | 24 febbraio 1992 | Turchia              |
| 6  | Emre Fırat          | S     | 1º gennaio 1999  | Turchia              |
| 7  | Demirhan Durul      | S     | 5 novembre 1989  | Turchia              |
| 8  | Oğuzhan Doğruluk    | S     | 1º gennaio 1998  | Turchia              |
| 9  | Özkan Hayırlı       | C     | 27 maggio 1984   | Turchia              |
| 10 | Erden Çevikel       | P     | 20 ottobre 1992  | Turchia              |
| 15 | Emir Öztürk         | C     | 20 dicembre 2000 | Turchia              |
| 17 | Can Koç             | O     | 29 aprile 2003   | Turchia              |
| 18 | Uğur Güneş          | C     | 11 agosto 1993   | Turchia              |
| 19 | Serhat Coşkun       | O     | 18 luglio 1987   | Turchia              |
| 20 | Baturay Serçiler    | C     | 1º gennaio 1999  | Turchia              |

## Statistiche

### Statistiche di squadra
| Competizione     | Punti | In casa | In casa | In casa | In trasferta | In trasferta | In trasferta | Totale | Totale | Totale |
| Competizione     | Punti | G       | V       | P       | G            | V            | P            | G      | V      | P      |
| ---------------- | ----- | ------- | ------- | ------- | ------------ | ------------ | ------------ | ------ | ------ | ------ |
| Efeler Ligi      | 23    | 15      | 5       | 10      | 15           | 2            | 13           | 30     | 7      | 23     |
| Coppa di Turchia | 4     | 0       | 0       | 0       | 0            | 0            | 0            | 3      | 1      | 2      |
| Totale           | -     | 15      | 5       | 10      | 15           | 2            | 13           | 33     | 8      | 25     |

G = partite giocate; V = partite vinte; P = partite perse

### Statistiche dei giocatori
| Giocatore    | Campionato | Campionato | Campionato | Campionato | Campionato | Coppa di Turchia | Coppa di Turchia | Coppa di Turchia | Coppa di Turchia | Coppa di Turchia | Totale | Totale | Totale | Totale | Totale |
| Giocatore    | P          | PT         | AV         | MV         | BV         | P                | PT               | AV               | MV               | BV               | P      | PT     | AV     | MV     | BV     |
| ------------ | ---------- | ---------- | ---------- | ---------- | ---------- | ---------------- | ---------------- | ---------------- | ---------------- | ---------------- | ------ | ------ | ------ | ------ | ------ |
| Ş. Aksoy     | 0          | 0          | 0          | 0          | 0          | 0                | 0                | 0                | 0                | 0                | 0      | 0      | 0      | 0      | 0      |
| G. Çatal     | 20         | 16         | 2          | 10         | 4          | 3                | 2                | 0                | 1                | 1                | 23     | 18     | 2      | 11     | 5      |
| E. Çevikel   | 28         | 54         | 20         | 29         | 5          | 4                | 3                | 1                | 3                | 0                | 32     | 57     | 21     | 32     | 5      |
| S. Coşkun    | 26         | 435        | 383        | 35         | 17         | 3                | 57               | 50               | 4                | 3                | 29     | 492    | 433    | 39     | 20     |
| O. Doğruluk  | 26         | 302        | 256        | 33         | 13         | 0                | 0                | 0                | 0                | 0                | 26     | 302    | 256    | 33     | 13     |
| D. Durul     | 22         | 89         | 79         | 7          | 3          | 1                | 0                | 0                | 0                | 0                | 23     | 89     | 79     | 7      | 3      |
| E. Fırat     | 20         | 75         | 59         | 4          | 12         | 3                | 44               | 41               | 2                | 1                | 23     | 119    | 100    | 6      | 13     |
| U. Güneş     | 9          | 20         | 15         | 4          | 1          | 2                | 16               | 13               | 2                | 1                | 11     | 36     | 28     | 6      | 2      |
| B. Hatipoğlu | 30         | 1          | 1          | 0          | 0          | 3                | 0                | 0                | 0                | 0                | 33     | 1      | 1      | 0      | 0      |
| Ö. Hayırlı   | 27         | 194        | 137        | 45         | 12         | 3                | 21               | 10               | 11               | 0                | 30     | 215    | 147    | 56     | 12     |
| C. Koç       | 8          | 10         | 7          | 2          | 1          | -                | -                | -                | -                | -                | 8      | 10     | 7      | 2      | 1      |
| E. Öztürk    | 28         | 155        | 106        | 43         | 6          | 3                | 5                | 5                | 0                | 0                | 31     | 160    | 111    | 43     | 6      |
| A. Şahin     | 10         | 25         | 22         | 1          | 2          | 1                | 4                | 2                | 1                | 1                | 11     | 29     | 24     | 2      | 3      |
| B. Serçiler  | 7          | 15         | 11         | 2          | 2          | 2                | 1                | 0                | 0                | 1                | 9      | 16     | 11     | 2      | 3      |
| A. Yalçın    | 29         | 295        | 249        | 25         | 21         | 3                | 32               | 26               | 3                | 3                | 32     | 327    | 275    | 28     | 24     |

P = presenze; PT = punti totali; AV = attacchi vincenti; MV = muri vincenti; BV = battute vincenti